# Równina Zejsko-Burejska
Równina Zejsko-Burejska (ros. Зейско-Буреинская равнина, Ziejsko-Burieinskaja rawnina) – równina w azjatyckiej części Rosji, między środkowym biegiem Zei a dolnym biegiem Burei. Wznosi się średnio na wysokość 200–300 m n.p.m. Zbudowana jest z piasków i glin. Występują urodzajne gleby. W krajobrazie dominują lasy i lasostepy. W północnej części równiny rosną mieszane lasy modrzewiowo-dębowe, na południu zaś znajdują się stepy oraz lasy dębowe z domieszką lipy daurskiej. Ważny region rolniczy (pszenica). W zlewni Burei występują złoża węgla kamiennego i brunatnego.